# マールワール王国

マールワール王国
Marwar Kingdom

マールワール王国（マールワールおうこく、ヒンディー語：मारवाड़、英語：Marwar Kingdom）は、インドのラージャスターン地方に存在したヒンドゥー王朝（13世紀 - 1947年）。軍事保護条約締結後はジョードプル藩王国とも呼ばれる。

## 歴史
ラートール氏族はラーシュトラクータ朝の後裔であることを自称している。同王朝の没落後、ラートール氏族は北インドのカナウジへと移住した。
1194年、カナウジのガーハダヴァーラ朝はゴール朝のムハンマド・ゴーリーにより滅亡したが、ラートール氏族はマンドールへと逃げ、存続した。ラートール氏族の年代記はガーハダヴァーラ朝最後の王ジャヤ・チャンドラの孫にさかのぼっている。このことから、ラートール氏族はガーハダヴァーラ朝の後裔とも考えられる。
そして、13紀にラートール氏族によってマールワール王国がマンドールを首都に建国された。
1459年、ジョーダーはマンドールから自身の名を冠したジョードプルへ遷都した。
1561年、マールワール王マールデーヴは自身の息子ウダイ・シングをムガル帝国の宮廷に出仕させた。
1679年、アフガン問題の処理にあたっていたジャスワント・シングが死亡すると、
皇帝アウラングゼーブはその領土の併合を宣言した。これに対し、その遺児アジート・シングをドゥルガー・ダースが擁立し、メーワール王国とともに対抗した（第二次ムガル・ラージプート戦争）。
18世紀、アウラングゼーブが死ぬと、マールワール王国は帝国と講和したが、マラーターの侵略があった。マールワール王国はシンディア家の支配下に入り、6万ルピーの貢納を収めたほか、アジュメールなどの都市も奪われた。
1818年、マーン・シングはイギリスと軍事保護条約を締結し、その保護下に入った（ジョードプル藩王国）。
1947年8月15日、インド・パキスタン分離独立に伴い、インドへと併合された。その後、ラージャスターン州が編成され、旧領に相当する地域はジョードプル州となった。